# Terstská univerzita
Terstská univerzita (Università degli Studi di Trieste,  zkratkou UniTS) je veřejná výzkumná univerzita v Terstu v regionu Furlansko-Julské Benátsko na severovýchodě Itálie. Univerzita se skládá z 10 fakult, nabízí širokou a téměř kompletní nabídku univerzitních kurzů a má asi 15 000 studentů a 1000 učitelů. Byla založena v roce 1924. 
Terst disponuje mnoha výzkumnými zařízeními, s nimiž je univerzita spojena dohodami o spolupráci. Mezi nimi jsou Mezinárodní škola pokročilého výzkumu, Mezinárodní centrum teoretické fyziky, Národní oceánografický ústav, Mezinárodní centrum genetického inženýrství a biotechnologie, ústav Elettra Sincrotrone Trieste, sekce Italského národního institutu pro jadernou fyziku (INFN) a Italského národního ústavu pro astrofyziku (INAF), a mnoho dalších, které společně tvoří tzv. „Sistema Trieste“ (Terstský systém). 
V posledních letech se navíc počet mezinárodních dohod o spolupráci mezi univerzitami rychle zvyšoval. Tyto dohody zahrnují mobilitu zaměstnanců a studentů, a to jak v rámci programů EU, jako je Socrates, tak i v rámci dohod týkajících se výhradně výzkumné činnosti. 
Žebříček světových univerzit Times v roce 2014 zařadil Terst na druhé místo mezi italskými univerzitami. Roku 2019 US News & World Report univerzitu umístil na 67. místě světa v oblasti věd o věsmíru. Round University Ranking světových univerzit z roku 2018 jí udělil světově 99. místo v oblasti Life Sciences (věd o životě).